# Фуншал
Фунша́л (порт. Funchal) — главный город и морской порт острова Мадейра (Португалия), с населением около 112 тыс. человек. Является столицей Автономного региона Мадейры площадью 801 км². и населением 245 тыс. человек. Также является административным центром одноименного района (муниципалитета) с площадью 76,25 км². и населением 111 892 человека (2001), который граничит на севере с муниципалитетом Сантана, на северо-востоке — с муниципалитетом Машику, на востоке — с муниципалитетом Санта-Круш, на юге омывается Атлантическим океаном и на западе граничит с муниципалитетом Камара-ди-Лобуш.
В прошлом (до вступления устава автономии Мадейры в 1976) город был административным центром одноименного административного округа.

Фуншал сегодня является важнейшим культурным, туристическим и коммерческим центром автономного региона. В городском пейзаже доминируют белые дома с красными черепичными крышами, красиво вписываются в зеленые парки города, яркие островки садов и террас, а улицы выложены вулканическим камнем. 

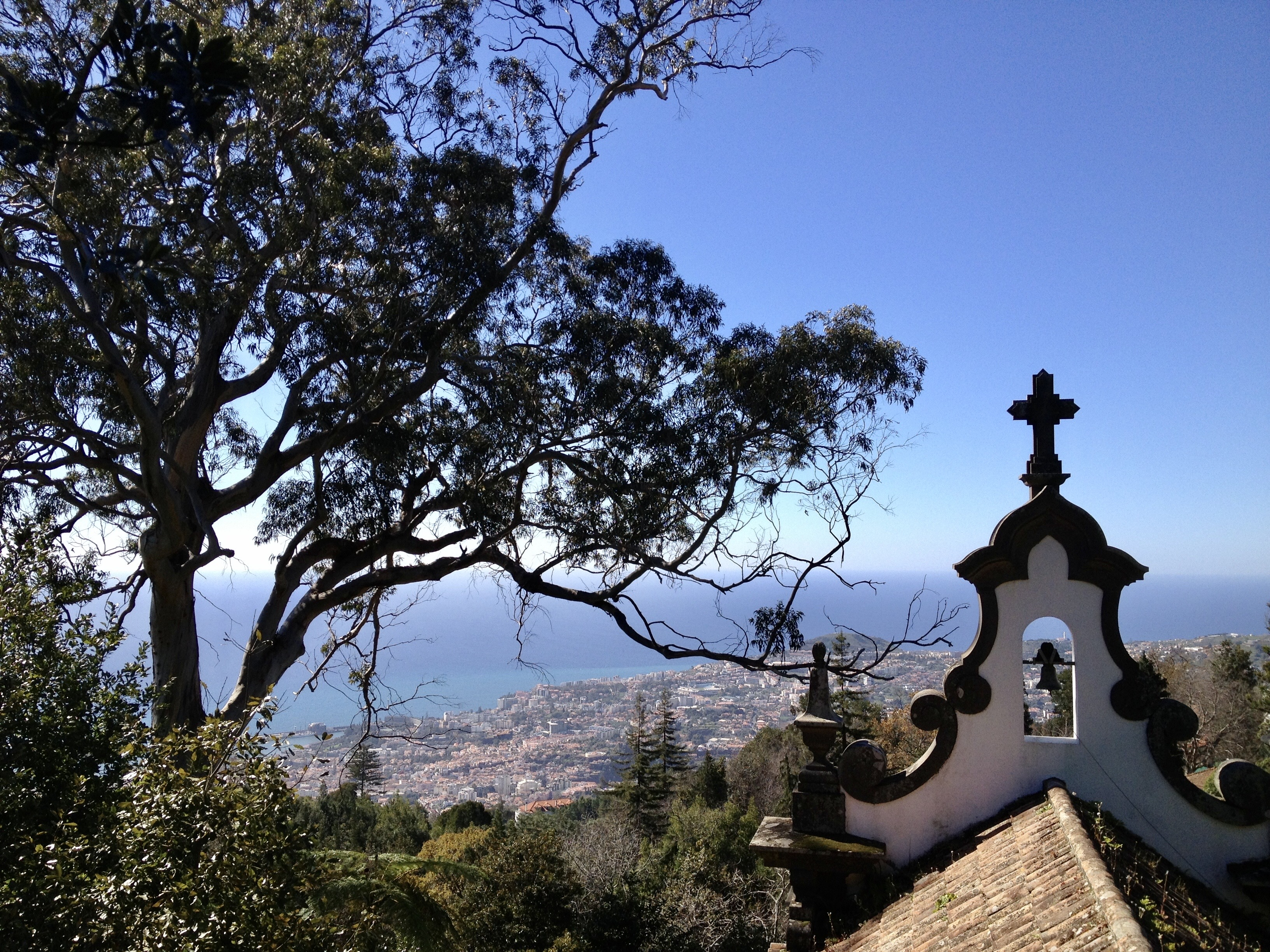
Вид на Фуншал

Покровителем города считается Иаков Алфеев (порт. São Tiago Menor).
Праздник города — 21 августа.

## История
Известно, что город Фуншал был основан в 1424 году во время колонизации острова Мадейры. Статус города был присвоен 21 августа 1508 года, на основании декрета португальского короля Мануэла I.
Название города произошло от растущего здесь в большом количестве дикого фенхеля, по-португальски «фуншу».
В 2010 году в городе произошло наводнение, в результате которого погибло 47 человек, ещё 4 пропали без вести.

## Демография
| Численность населения муниципалитета по годам | Численность населения муниципалитета по годам | Численность населения муниципалитета по годам | Численность населения муниципалитета по годам | Численность населения муниципалитета по годам | Численность населения муниципалитета по годам | Численность населения муниципалитета по годам | Численность населения муниципалитета по годам |
| --------------------------------------------- | --------------------------------------------- | --------------------------------------------- | --------------------------------------------- | --------------------------------------------- | --------------------------------------------- | --------------------------------------------- | --------------------------------------------- |
| 1849                                          | 1900                                          | 1930                                          | 1960                                          | 1981                                          | 1991                                          | 2001                                          | 2004                                          |
| 29 403                                        | 43 375                                        | 68 030                                        | 98 113                                        | 112 746                                       | 115 403                                       | 103 961                                       | 100 847                                       |

## Состав муниципалитета
В муниципалитет входят следующие районы:
1. Имакуладу-Корасан-де-Мария (порт. Imaculado Coração de Maria)
2. Монте (порт. Monte)
3. Санта-Лузия (порт. Santa Luzia)
4. Санта-Мария-Майор (порт. Santa Maria Maior)
5. Санту-Антониу (порт. Santo António)
6. Сан-Гонсалу (порт. São Gonçalo)
7. Сан-Мартинью (порт. São Martinho)
8. Сан-Педру (порт. São Pedro)
9. Сан-Роке (порт. São Roque)
10. Се (порт. Sé)

## Туризм
Визитной карточкой города является его рынок «Лаврадор» с огромным выбором тропических фруктов.

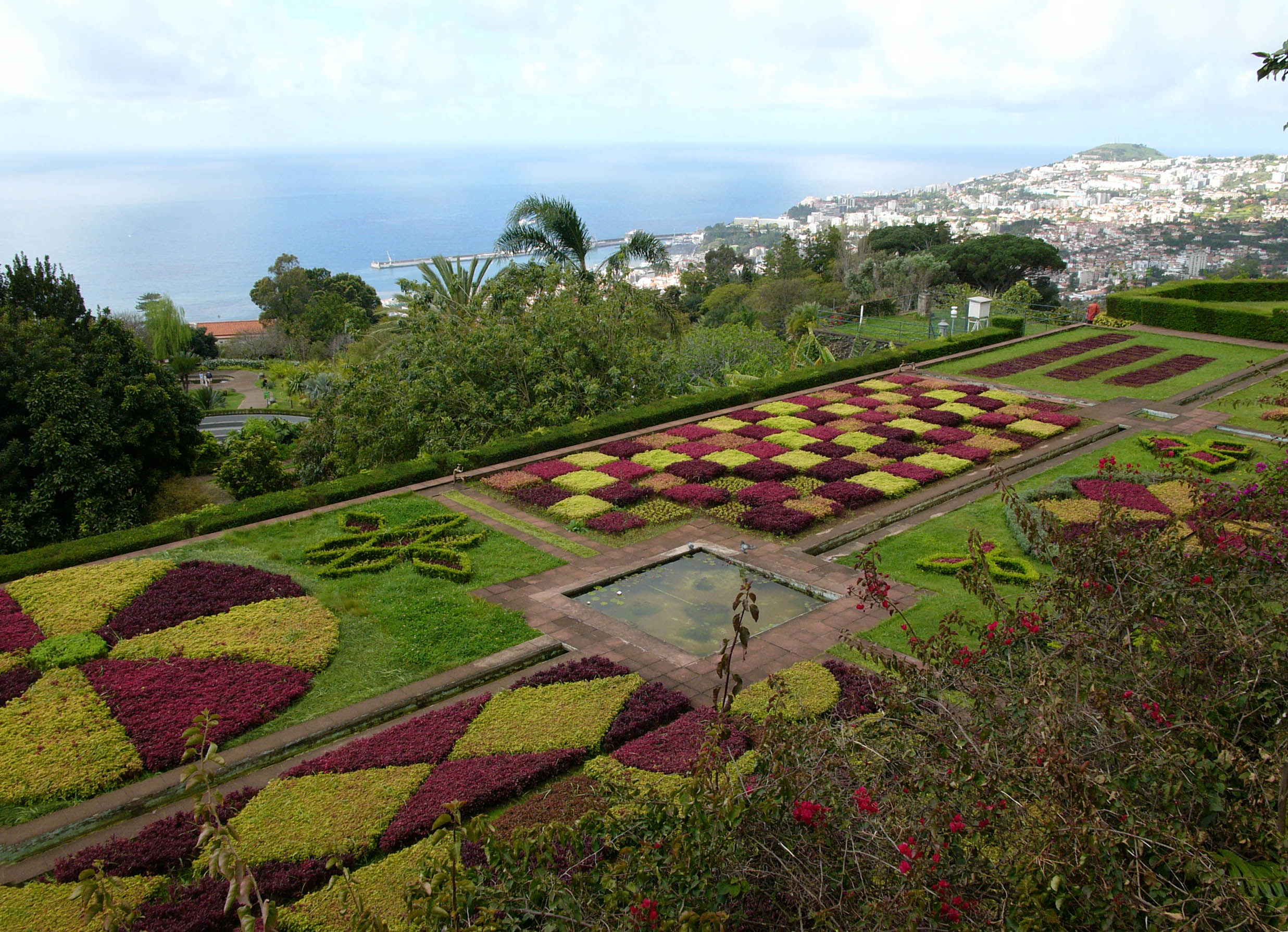
Ботанический сад Мадейры

Книжная ярмарка проводится с 1974 года, в рамках которой идут различные мероприятия: анимации, конференции, презентации книг, концерты и выставки.
Набережная Фуншала гармонично прилегает к морскому порту города и всегда заполнена международными лайнерами, коммерческими кораблями и прогулочными яхтами.
Вдоль побережья расположена прогулочная полоса, так называемая «Формоза», с большим количеством обзорных площадок и мест для отдыха и развлечений. Для тех, кто хочет познакомиться с культурой и искусством острова, стоит посетить различные музеи, монументы, художественные галереи. Поклонники архитектуры также не будут разочарованы, ведь столицу острова благодаря прямым проспектам с зелеными парками не без оснований называют «Лиссабоном в миниатюре».
Ежегодно при встрече нового года в городе происходит фейерверк. В ночь на 1 января 2007 года огнём этого фейерверка образовали эллипс длиной 6 и шириной 2,7 км, который попал в Книгу рекордов Гиннесса как самый масштабный пиротехнический праздник в мире.
Недалеко от центра Фуншала находится Ботанический сад Мадейры, захватывающий посетителей своей роскошной растительностью. Расположение аллей позволяет посетителям наслаждаться одновременно морским побережьем города и окружающими его холмами. На территории сада растет более 2 тыс. экзотических видов растений, завезенных сюда из разных континентов мира. С 2005 года сад имеет станцию канатной дороги, время проезда по которой к центру города составляет около 7 минут.
В сентябре 2013 года в центральном парке города установлен бронзовый бюст русскому художнику Карлу Брюллову.
В городе расположена канатная дорога, соединяющая нижнюю часть этого города и район Монте.

## Транспорт
Воздушное сообщение города и муниципалитета обеспечивает Международный аэропорт имени Криштиану Роналду.
С 1893 по 1943 годы существовала железная дорога, соединяющая районы муниципалитета.

## Климат
| Показатель                                                | Янв. | Фев. | Март | Апр. | Май  | Июнь | Июль | Авг. | Сен. | Окт. | Нояб. | Дек.  | Год   |
| --------------------------------------------------------- | ---- | ---- | ---- | ---- | ---- | ---- | ---- | ---- | ---- | ---- | ----- | ----- | ----- |
| Абсолютный максимум, °C                                   | 25,5 | 27,0 | 30,5 | 32,6 | 34,2 | 34,7 | 37,7 | 36,0 | 38,4 | 34,1 | 29,5  | 25,9  | 38,4  |
| Средний суточный максимум, °C                             | 19,7 | 19,7 | 20,4 | 20,6 | 21,6 | 23,4 | 25,1 | 26,4 | 26,4 | 24,9 | 22,6  | 20,7  | 22,6  |
| Средняя температура, °C                                   | 16,7 | 16,6 | 17,2 | 17,5 | 18,6 | 20,6 | 22,2 | 23,2 | 23,2 | 21,8 | 19,6  | 17,9  | 19,6  |
| Средний суточный минимум, °C                              | 13,7 | 13,4 | 13,9 | 14,4 | 15,6 | 17,7 | 19,2 | 20,0 | 20,0 | 18,6 | 16,6  | 15,0  | 16,5  |
| Абсолютный минимум, °C                                    | 9,2  | 7,4  | 8,1  | 9,8  | 9,7  | 13,2 | 14,6 | 16,4 | 16,6 | 13,4 | 10,8  | 9,4   | 7,4   |
| Норма осадков, мм                                         | 74,1 | 83,0 | 60,2 | 44,0 | 28,9 | 7,2  | 1,6  | 2,0  | 32,9 | 89,5 | 88,8  | 115,0 | 627,2 |
| Температура воды, °C                                      | 17   | 17   | 19   | 19   | 21   | 21   | 23   | 23   | 22   | 22   | 20    | 20    | 20    |
| Источник: Instituto de Meteorologia, Туристический портал |      |      |      |      |      |      |      |      |      |      |       |       |       |

## Города-побратимы
- Гибралтар, Великобритания
- Ливингстон, Замбия
- Прая, Кабо-Верде
- Гонолулу, США
- Мауи, США
- Окленд, США
- Нью-Бедфорд, США
- Герцлия, Израиль
- Сент-Хелиер, Великобритания
- Лайхлинген, Германия
- Кейптаун, ЮАР
- Сантус, Бразилия
- Сан-Паулу, Бразилия
- Мэрриквилл[англ.], Австралия
- Фримантл, Австралия
- Парла, Испания

## Известные уроженцы
- Криштиану Роналду — португальский футболист, нападающий и капитан саудовского клуба «Ан-Наср» и сборной Португалии. Чемпион Европы.  Обладатель 5 золотых мячей и ещё различных клубных и индивидуальных наград. Считается одним из лучших футболистов всех времён.

## Галерея

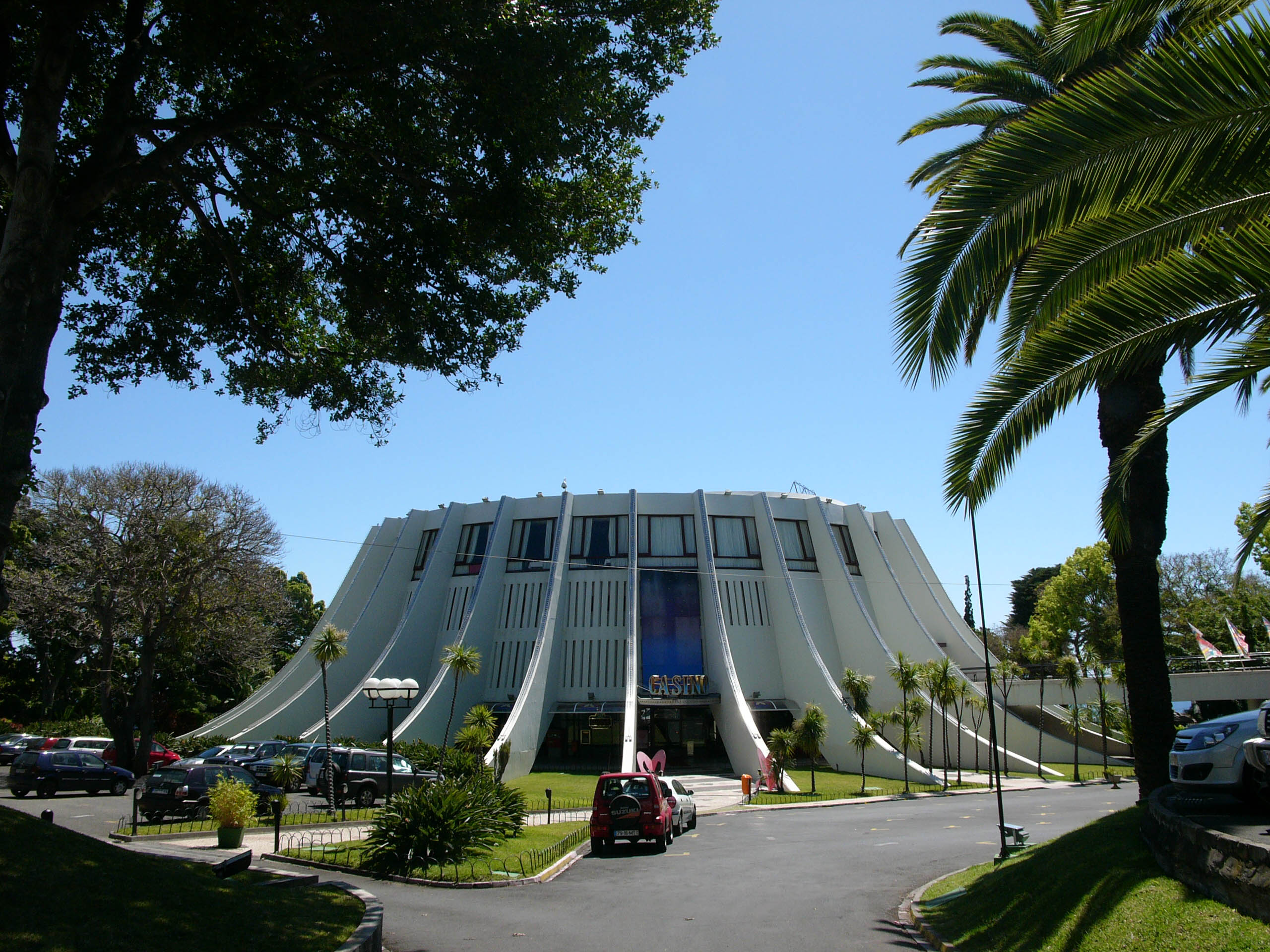
Казино
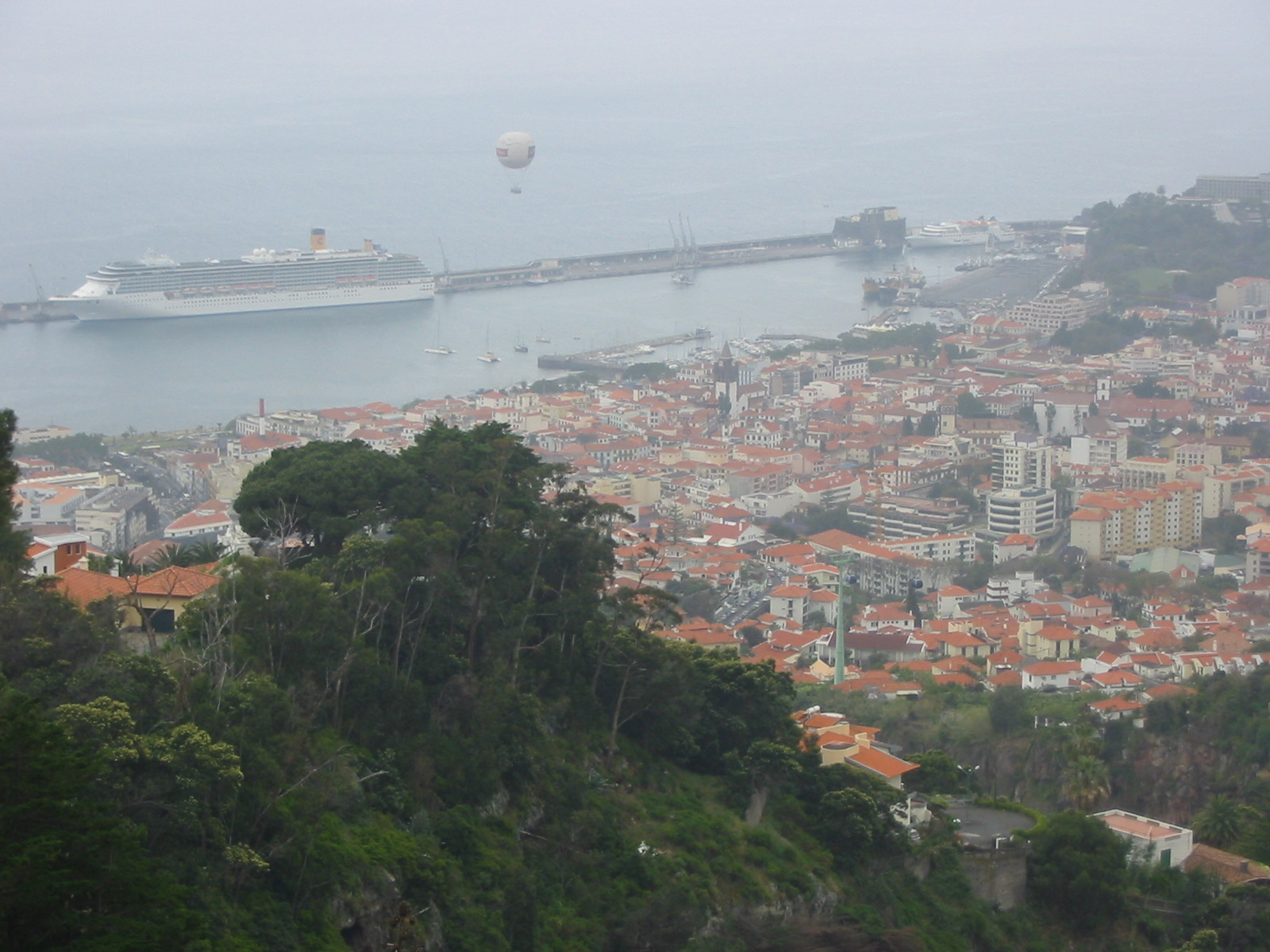
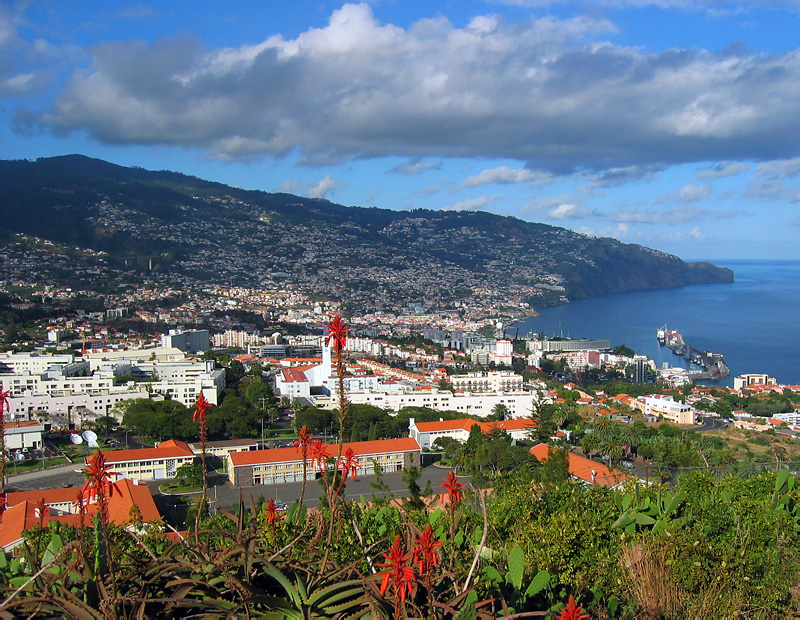
Порт в Фуншале
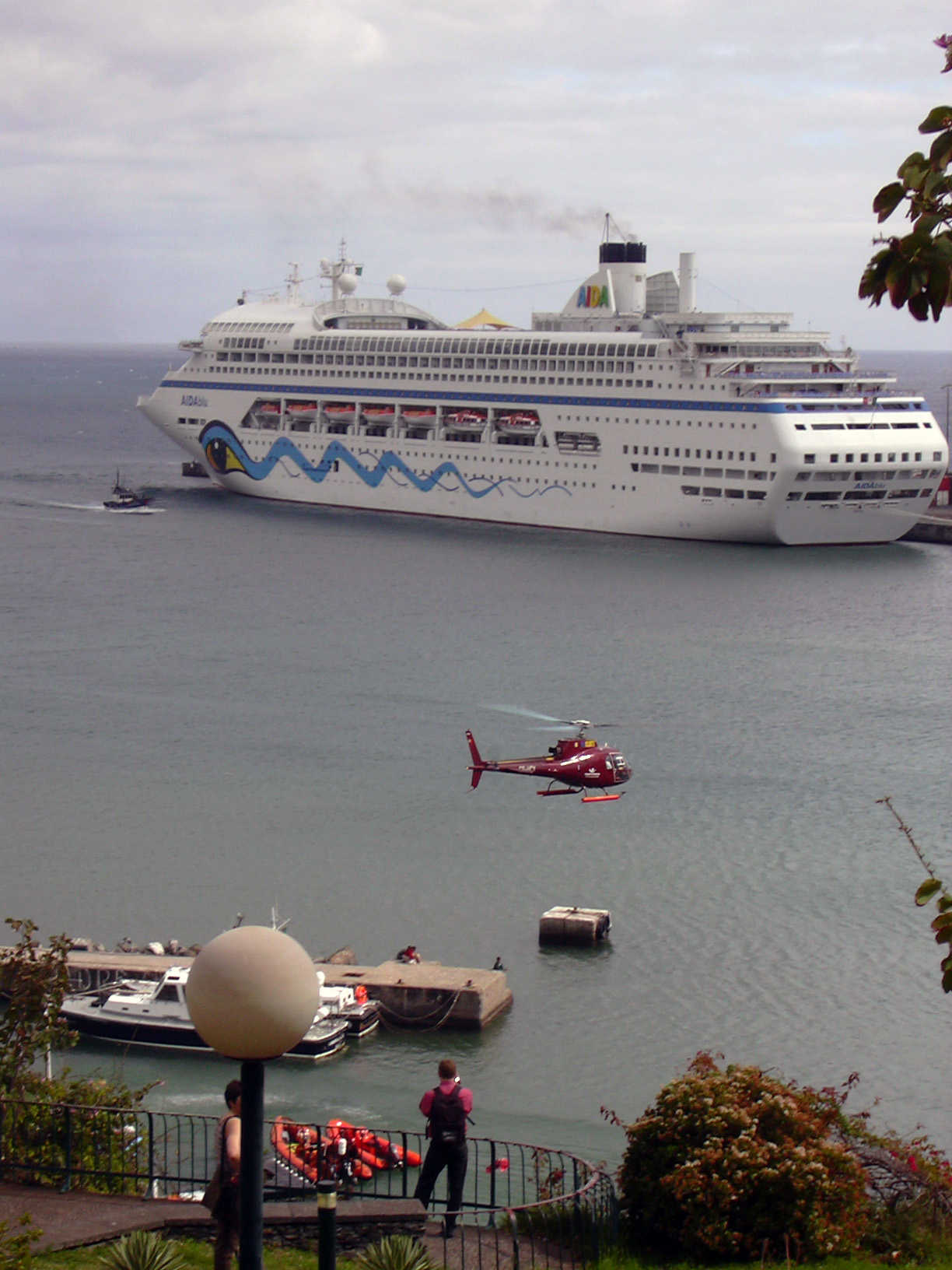
Порт в Фуншале
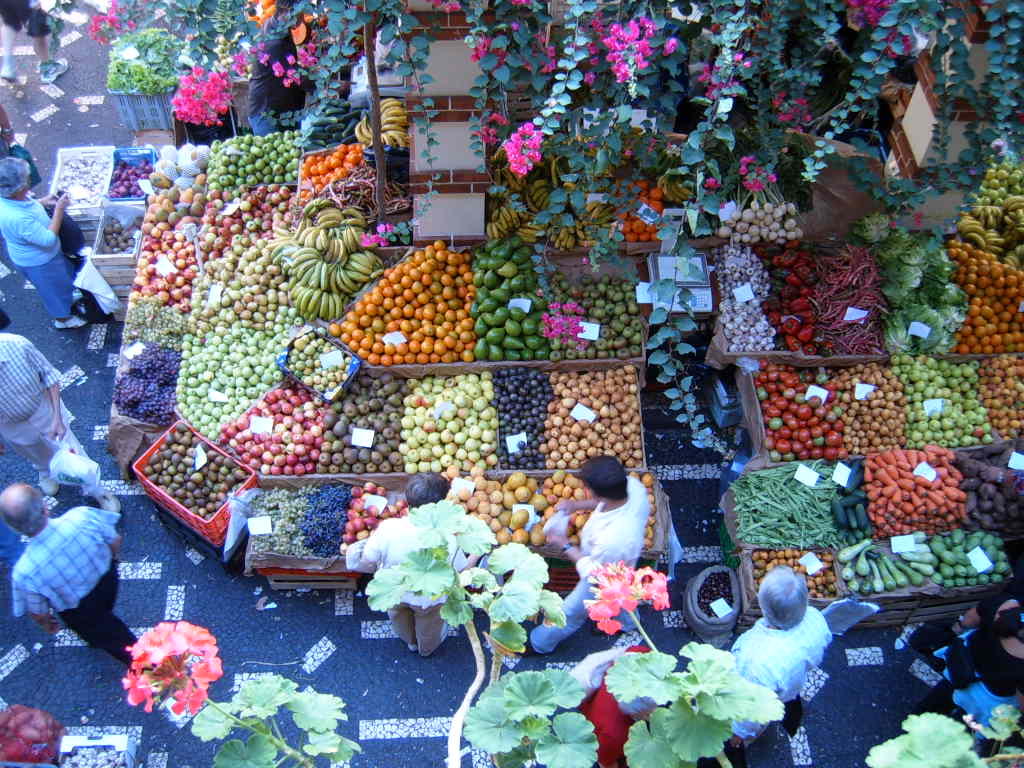
Рынок «Лаврадор» в Фуншале
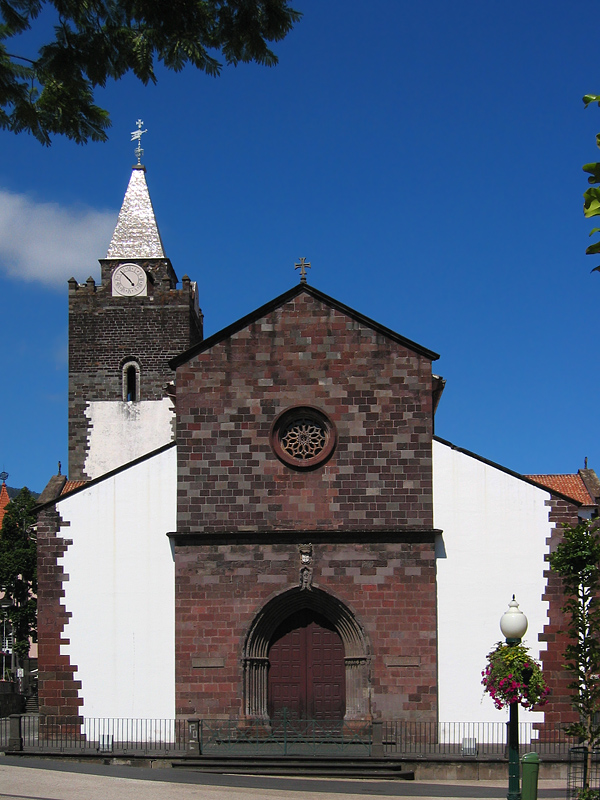
Фуншальский собор
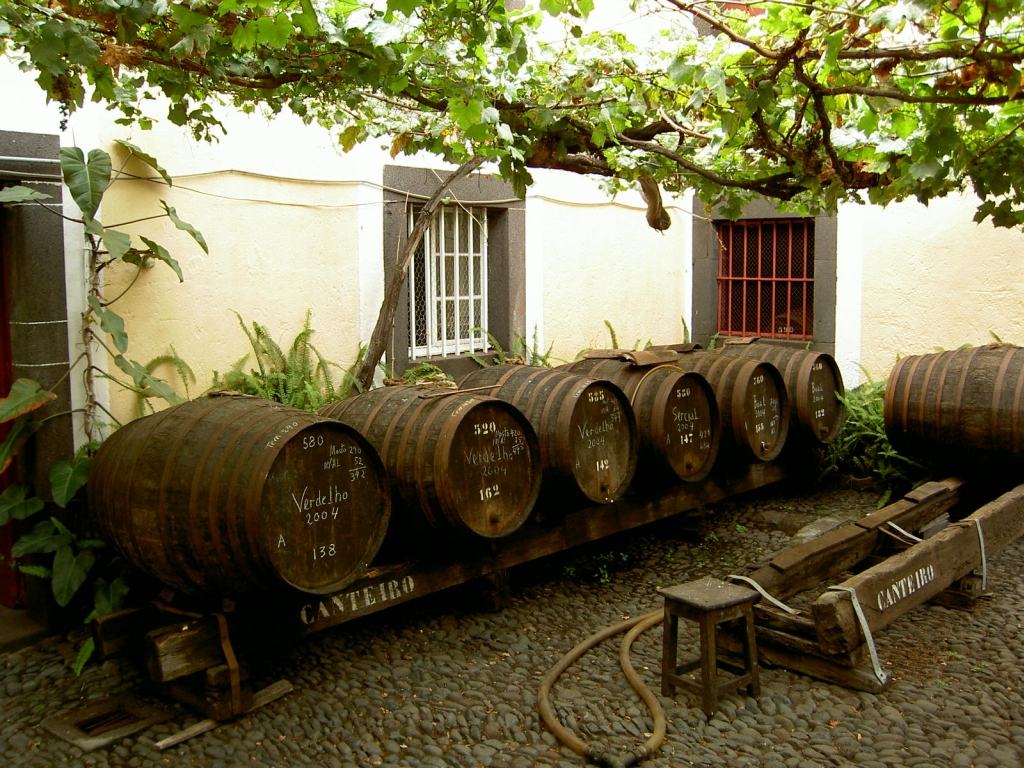
На территории музея Мадейры
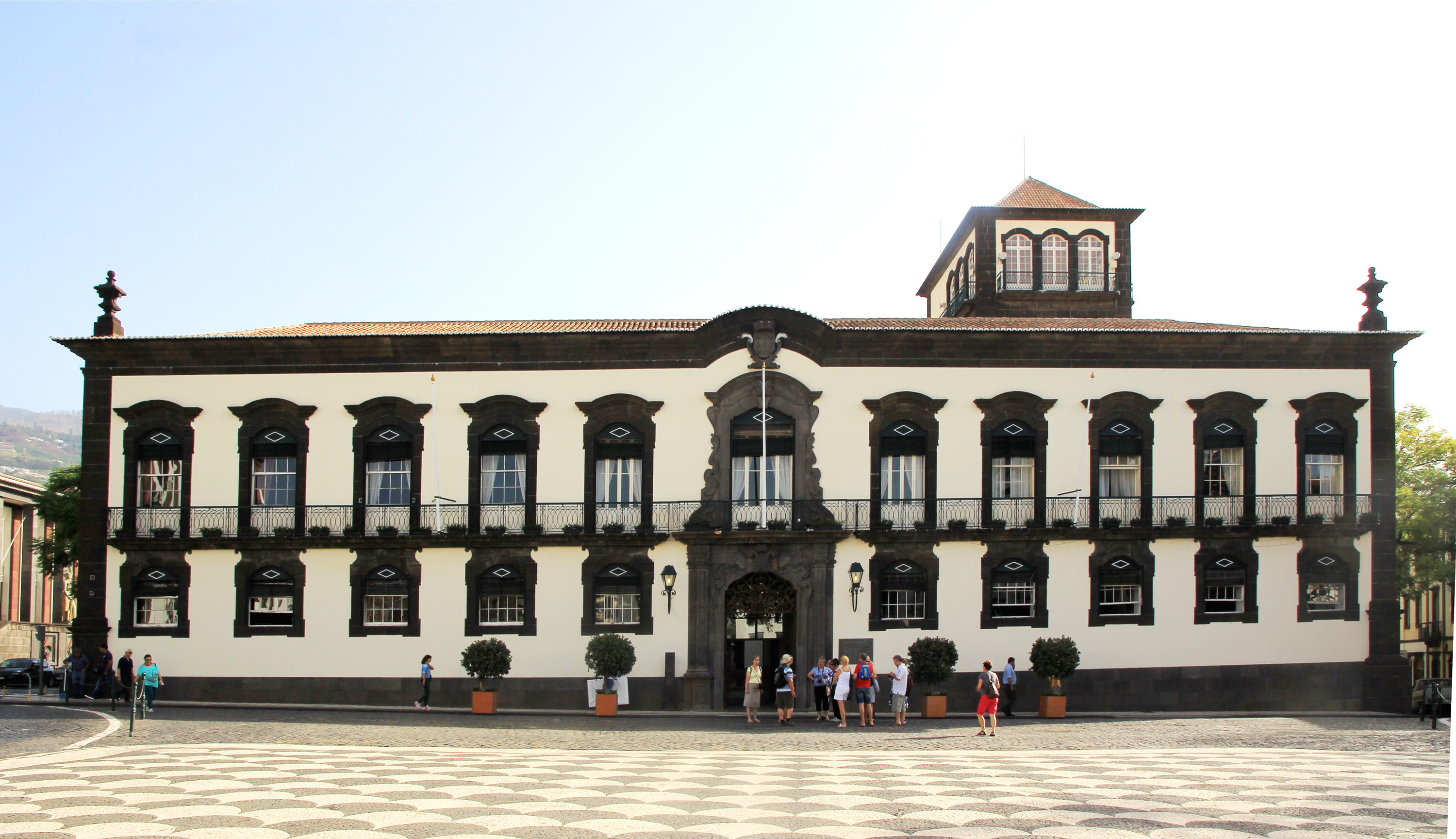
Ратуша
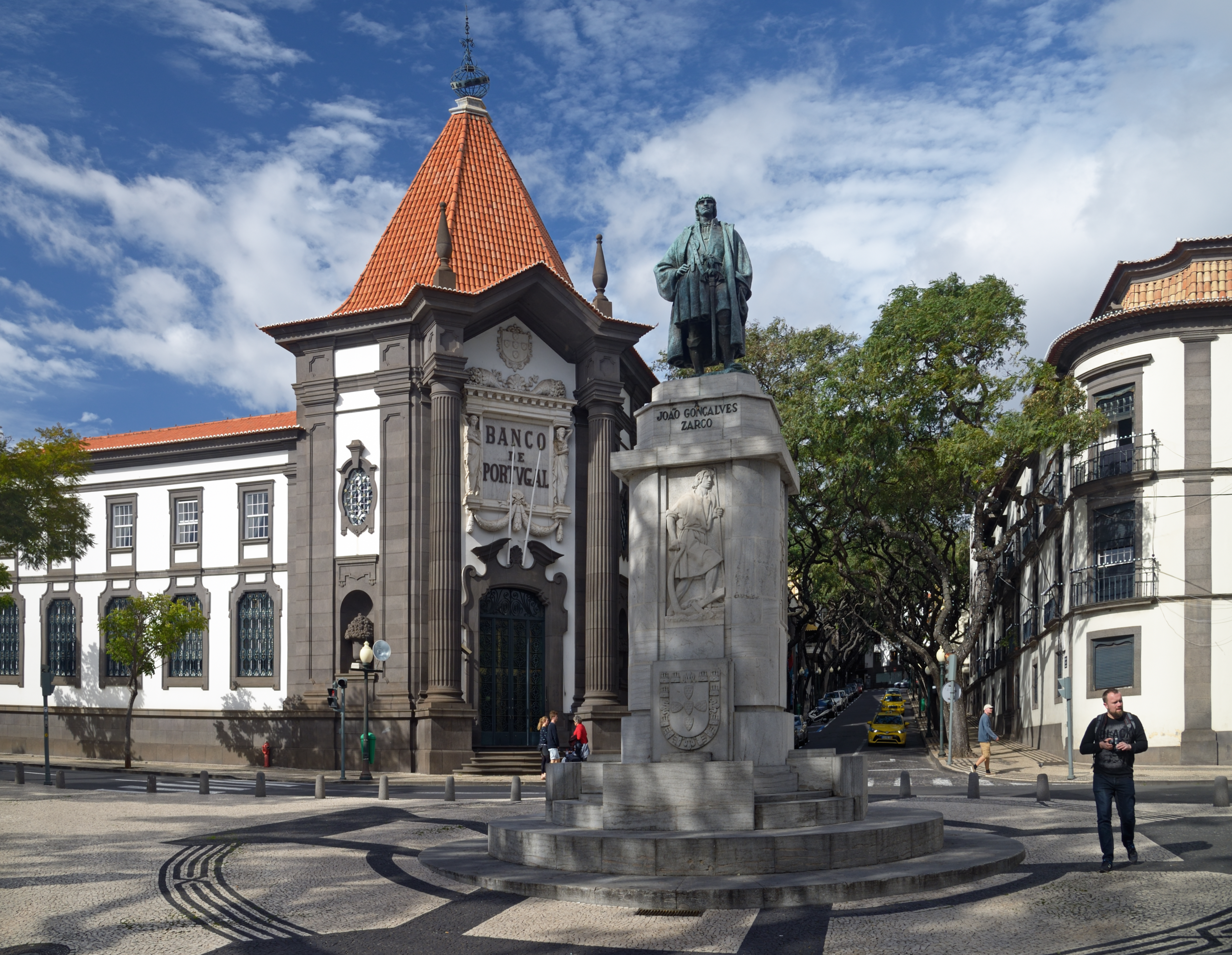
Памятник Зарко
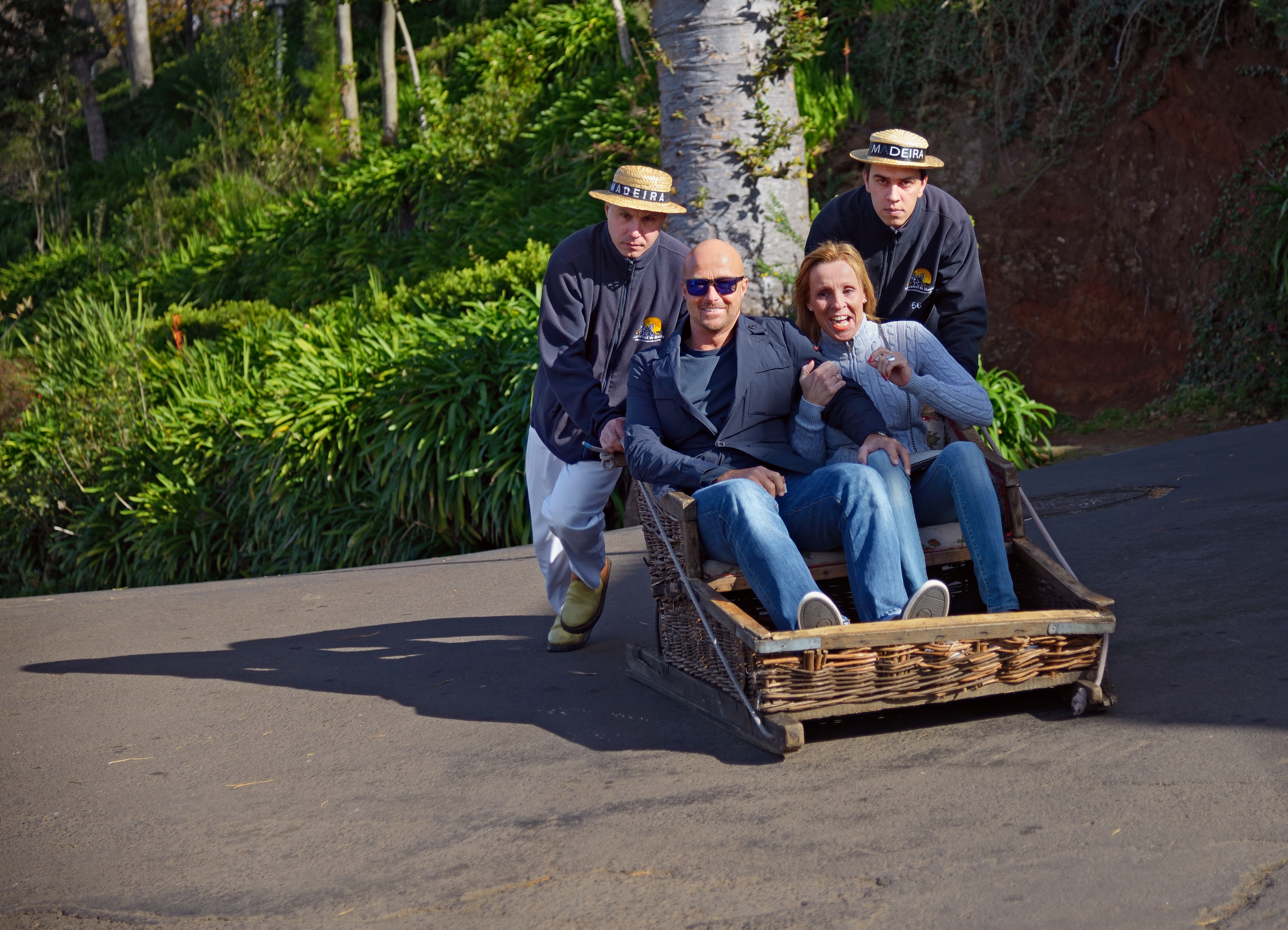
Спуск с горы Монте в тобогане
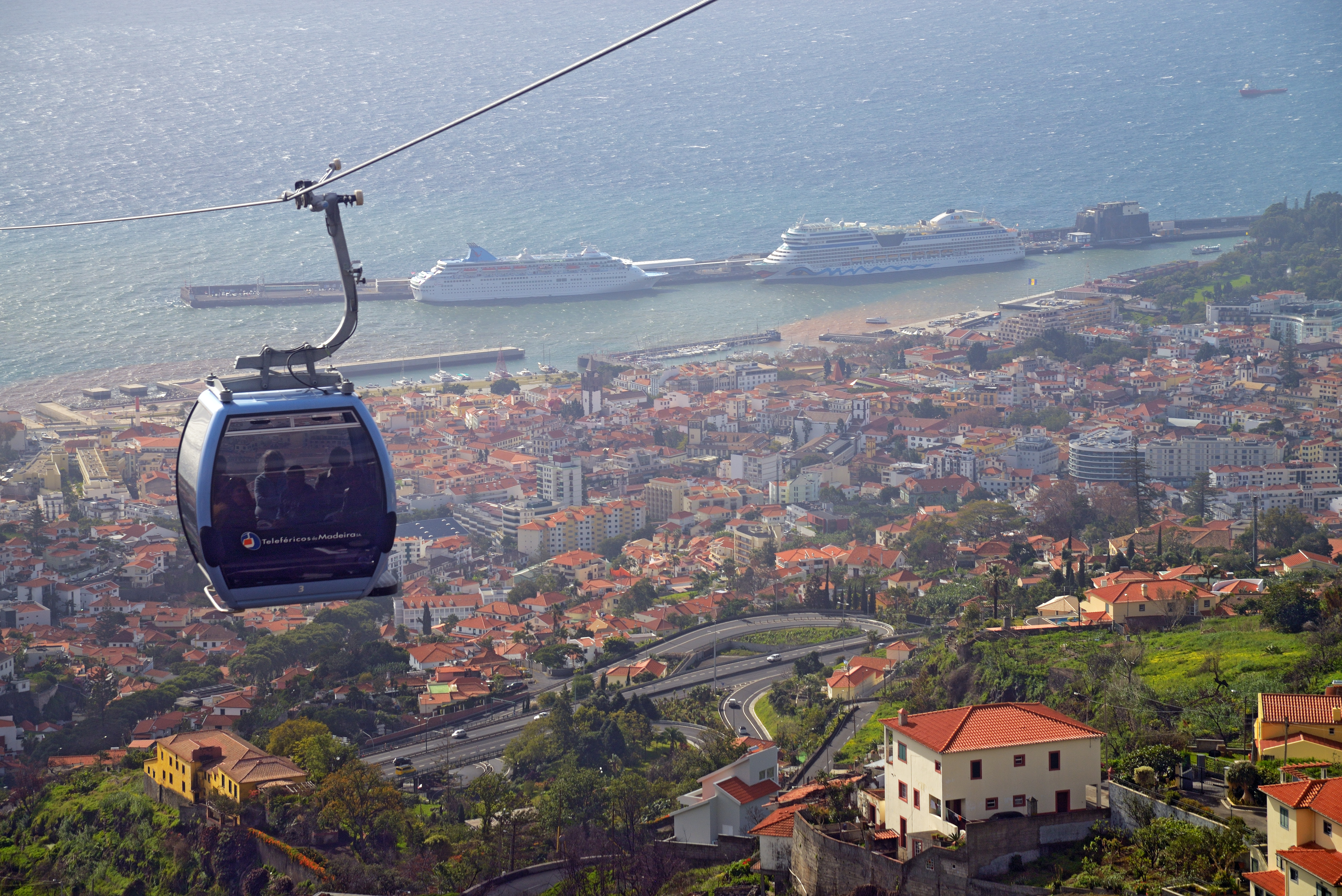
Вид Фуншала из вагончика Телеферико
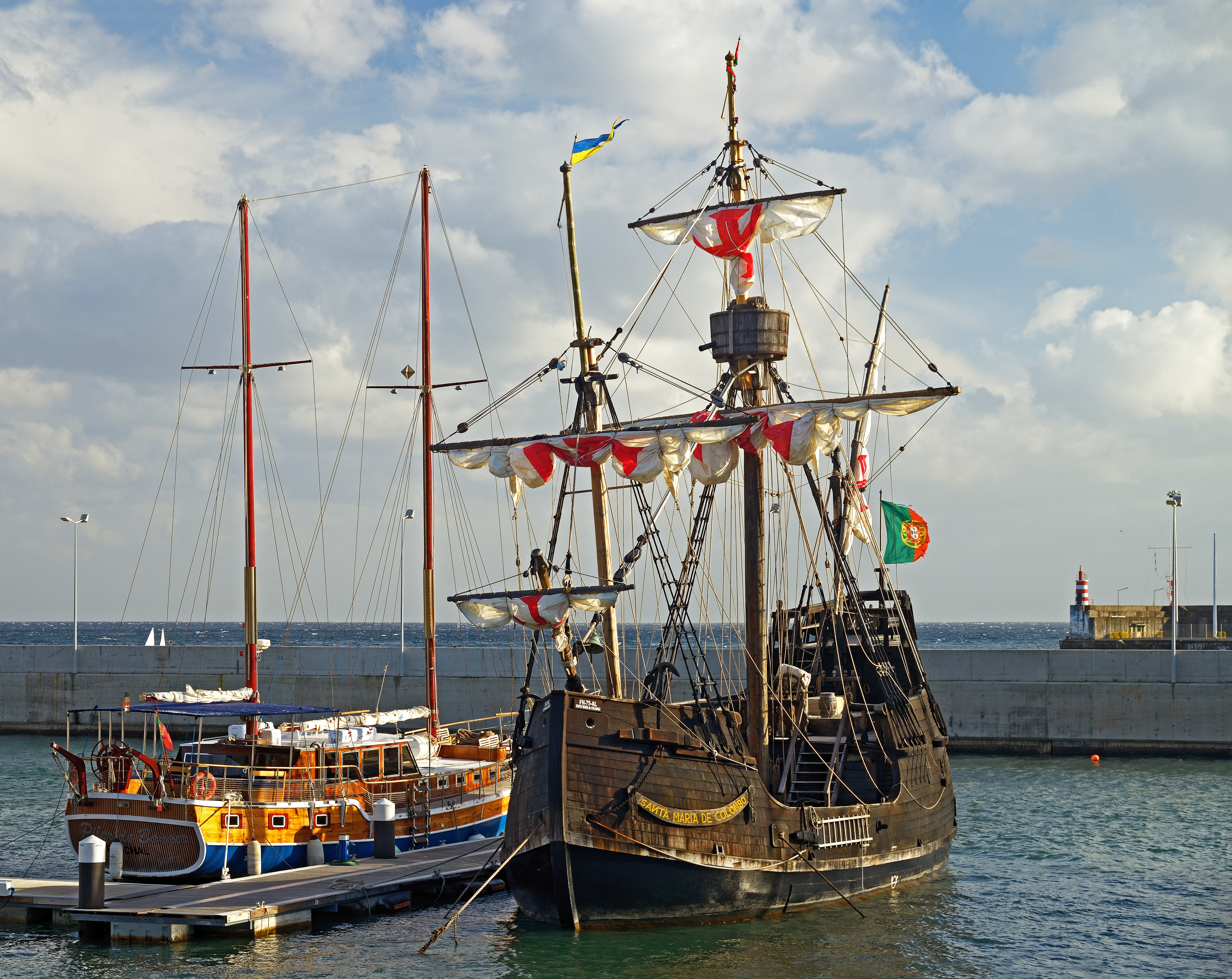
Копия Santa Maria Колумба в порту